# 南方本超空洞
南方本超空洞是一個缺乏星系和星際介質，近乎空無一物的廣大空間，是一個已知的空洞。 
它位於本超星系團（包含我們的銀河系在內的超星系团）的旁邊，中心離我們9,600萬秒差距，最窄處的直徑為11,200萬秒差距。它的体积大约是银河系的6000亿倍。